# Campeonato da Oceania Sub-20 de Atletismo
O Campeonato da Oceania Sub-20 de Atletismo (em inglês Oceania U20 Athletics Championships) é uma competição de atletismo organizada pela Associação de Atletismo da Oceania para atletas com menos de 20 anos. No período de 1994 a 2014 a competição era denominada de Campeonato da Oceania Júnior de Atletismo. O evento é realizado bienalmente junto com o Campeonato da Oceania de Atletismo, com a primeira edição em 1994, sendo interrompido no período de 1998 a 2010. Em 2012 ganha novo formato sendo aplicada medalhas separadamente para as regiões leste e oeste. 

## Edições celebradas
| Edição | Ano  | Cidade     | País          | Datas                    | Estádio                     |
| ------ | ---- | ---------- | ------------- | ------------------------ | --------------------------- |
| 1º     | 1994 | Auckland   | Nova Zelândia | 23 - 26 de fevereiro     |                             |
| 2º     | 1996 | Townsville | Austrália     | 28 - 30 de novembro      | Townsville Sports Reserve   |
| 3º     | 1998 | Nuku'alofa | Tonga         | 27 - 28 de agosto        | Estádio Desportivo Teufaiva |
| 4º     | 2010 | Cairns     | Austrália     | 23 - 25 de setembro      | Barlow Park                 |
| 5º     | 2012 | Cairns     | Austrália     | 27 - 29 de junho         | Barlow Park                 |
| 6º     | 2014 | Rarotonga  | Ilhas Cook    | 24 - 26 de junho         | Estádio Avarua Tereora      |
| 7º     | 2017 | Suva       | Fiji          | 28 de junho - 1 de julho | Estádio Nacional de Fiji    |
| 8º     | 2019 | Townsville | Austrália     | 25 - 28 de junho         | Townsville Sports Reserve   |

## Competições
- Campeonato da Oceania de Atletismo
- Campeonato da Oceania Sub-18 de Atletismo
- Campeonato da Oceania de Eventos Combinados
- Campeonato da Oceania de Corta-Mato
- Campeonato da Oceania de Maratona e Meia Maratona
- Campeonato da Oceania de Marcha Atlética

Além disso, são realizados os seguintes campeonatos regionais:
- Campeonato da Melanésia
- Campeonato da Micronésia
- Campeonato da Polinésia